# Célula de Ferrel
Em médias latitudes células mais fracas chamadas de Células de Ferrel, circulam em direção oposta à Célula de Hadley.
Nessas médias latitudes, as células de circulação meridional média, ocorre o ramo ascendente com ar frio e ocorre o ramo descendente com ar quente. Essas células são, assim, termodinâmicamentes indiretas, visto que elas transportam energia de uma área fria para uma quente.
A circulação meridional média é um componente pequeno do escoamento total em médias latitudes e as células de Ferrel são um subproduto do transporte muito forte na direção dos pólos, de energia por circulação dos vórtices. Os vórtices são os desvios no tempo ou da média zonal, e são a componente chave da circulação geral da atmosfera.